# Compsobata schumanni
Compsobata schumanni är en tvåvingeart som beskrevs av Soos 1975. Compsobata schumanni ingår i släktet Compsobata och familjen skridflugor. Inga underarter finns listade i Catalogue of Life.